# BrainGate
BrainGate是Cyberkinetics先前建立並擁有的一種大腦植入系統，目前正在開發和臨床試驗中，旨在幫助那些失去肢體或其他身體功能控制能力的人，例如患有肌萎縮性側索硬化症或脊髓損傷的人。BrainGate和與之相關的Cyberkinetic技術的資產現在歸私有的Braingate,Co擁有。植入大腦的傳感器可以監視患者的大腦活動，並將用戶的意念轉換為計算機命令。

## 外部連結
- BrainGate Company （页面存档备份，存于）
- BrainGate research （页面存档备份，存于）
- Stanford University Neural Prosthetics Translational Laboratory （页面存档备份，存于）
- Paralyzed woman moves robotic arm using thought alone, CNET, May 2012 （页面存档备份，存于）
- Braingate Overview （页面存档备份，存于）
- Gizmag Article （页面存档备份，存于）
- Wired Article （页面存档备份，存于）
- VWN News article （页面存档备份，存于）